# Heike B. Görtemaker
Heike B. Görtemaker (*1964, Bensheim) je německá historička známá především svými životopisy Margret Boveriové, německé novinářky a spisovatelky z období po druhé světové válce, a Evy Braunové, partnerky a manželky Adolfa Hitlera.

## Životopis
Görtemakerová vystudovala historii, ekonomii a germanistiku na Indiana University v Bloomingtonu a na Svobodné univerzitě v Berlíně, kde v roce 2004 získala doktorát na téma „Margret Boveri: žurnalistika a politika v transformaci od nacismu po federální republiku“. Pracuje jako historička a spisovatelka v Berlíně. Je provdaná za historika Manfreda Görtemakera a žije v Kleinmachnowě.
Její kniha Eva Braun: Leben mit Hitler (Eva Braunová: Život s Hitlerem) byla prvním vědeckým životopisem Braunové a byla přeložena do 11 jazyků včetně češtiny. Podílela se také na několika dokumentech o Třetí říši.